# Pierre Chanteloup
Pour les articles homonymes, voir Chanteloup.
Pierre Chanteloup, né le 29 mai 1890 à Bauné (Maine-et-Loire), décédé le 10 août 1976 à Dammarie-les-Lys (Seine-et-Marne), est un aviateur-acrobate à bord d'un avion Caudron biplan.

## Biographie
Pierre Chanteloup, fils d'agriculteurs, passionné de mécanique, il passe son brevet de chauffeur (permis auto) le 31 décembre 1907. Ayant peu de moyens financiers, il exerce le métier de chauffeur de taxi à Nantes, et économise sou après sou pour réaliser ses premiers vols d'aéroplanes de mai 1911. 
Il se présente aux frères Caudron au Crotoy comme apprentis mécanicien et le 28 juillet 1911, il obtient son brevet de pilote.
Appelé sous les drapeaux au 77e RI à Cholet, il est affecté au Centre d'aviation militaire du Crotoy le 25 février 1913. Il passe son brevet militaire et devient instructeur pilote. Le 21 septembre 1913, sur le terrain de la Vrayelle près de Douai, aux commandes d'un biplan Caudron, moteur Gnome 80 ch, il se livre à quelques acrobaties dont un looping latéral complet. Le lendemain les journaux rapportent à la une « Plus fort que Pégoud... ». Les règlements militaires interdisant formellement ces acrobaties, infligent quinze jours de prison à Chanteloup.
À 23 ans, il revient travailler chez les frères Caudron avec comme seule idée, réaliser une boucle complète, ce qu'il réussira le 9 novembre 1913 à Juvisy lors d'un meeting, à bord d'un Caudron biplan. Grisé par son exploit, il réitérera plusieurs loopings, ce qui déclenchera l’enthousiasme des spectateurs mais la colère des frères Caudron. Les frères Caudron conscients de la publicité, laisseront Pierre Chanteloup renouveler ses acrobaties le 21 novembre 1913 à Issy-les-Moulineaux avec la présence des journalistes en organisant le meeting avec ce message : Cet après midi à 3 heures, à Issy-les-Moulineaux, Chanteloup, sur biplan Caudron, tentera toute une série de vols inédits et bouclera la boucle. Venez si cela vous intéresse – G. Caudron.